# 가정부 미타
《가정부 미타》(家政婦のミタ 가세이후노 미타[*])는 2011년 10월 12일부터 12월 21일까지 매주 수요일 22:00 ~ 22:54(JST)에 NTV를 비롯한, 요미우리 TV(이하 YTV - 긴키 광역권), 주쿄 TV 방송(주쿄 광역권), 후쿠오카 방송(이하 FBS) 등 26개 지역 민방 네트워크를 통해서, 방영된 텔레비전 드라마이다. 첫회,제9회,최종회는 15분 연장 (22:00 ~ 23:09), 제10회는 15분 연장 (22:35 ~ 23:44) 방송되었다.
수요드라마 시간대 중 《리바운드》, 《불닥터》에 이어 3작품 연속 오리지널 작품이기도 하다.

## 개요
주어진 일은 무엇이든 하지만, 항상 무표정이며 미스테리한 느낌의 가정부가 붕괴 직전의 아스다 가(家)로 파견된다.
마츠시마 나나코는 본 작품이 NTV 연속극 주연 데뷔작이다. 타 방송국을 포함한 연속극으로써는 2년만의 주연작이며, 11년만의 단독 주연작이다.
제목은 《가정부는 보았다!》의 오마주이다.

## 등장 인물

### 하루미 가정부 소개소
- 미타 아카리 / 三田 灯 - 마츠시마 나나코

아스다 가(家)로 파견 된 가정부. 전반적인 가사의 세련된 스킬과 1초 단위에 달하는 시간의 정확함, 다른 사람의 말을 토씨 하나 틀리지 않고 기억하는 능력을 갖춘 민완의 가정부. 가사 외에도 어휘, 수학, 유행 등의 지식 또한 갖추었다. 외출시에는 모자와 다운점퍼, 가방을 애용하며, 가방에서는 그 때 그 때 필요한 물건이 착착 나온다.
불필요한 말은 하지 않는 동시에 시종 무표정으로 희로애락을 일체 표현하지 않으며, 로봇처럼 무기질한 분위기를 내뿜는다.
- 하루미 아케미 / 晴海 明美 (70) - 시라카와 유미

소장. 미타를 아스다 가(家)로 파견하는 장본인.
- 미타 타미 / 三田 タミ - 야나기야 유카

미타가 아스다 가를 떠난 후, 새로 파견되는 가정부. 수요드라마 시간대에서 방송된 유카와 각본의 《꺾이지 않는 여자》에서 야나기야가 연기하는 동성(同姓) 가정부가 등장한다.

### 아스다 가 家
- 아스다 케이치/ 阿須田 恵一 (38) - 하세가와 히로키

4남매의 아버지. '사와이 홈' 니지가오카 뉴타운 프로젝트 과장. 우유부단한 성격이기 때문에 스스로 일을 매듭짓지 못하고 남에게 떠넘긴다.
- 아스다 나기코 / 阿須田 凪子 (향년 40) - 다이케 유코

4남매의 어머니. 케이치와 속도위반으로 결혼했으며, 집 근처 강에서 익사했다.
- 아스다 유이 / 阿須田 結 (17) - 구츠나 시오리

아스다 가의 장녀, 고등학교 2학년. 사진을 좋아하는 평범한 여고생이지만, 어머니가 돌아가시고 난 후 가사도, 형제들의 뒤치다꺼리도 제대로 할 수 없는 자신을 알게 된다. 미타가 나타난 후 자신의 나약함을 알고 앞으로 한걸음 나아갈 수 있게 된다.
- 아스다 카케루 / 阿須田 翔 (14) - 나카가와 타이시

아스다 가의 장남. 중학교 2학년/고등학교 3학년.
- 아스다 카이토 / 阿須田 海斗 (12) - 아야메 슈토

아스다 가의 차남. 초등학교 6학년./중학교
- 아스다 키이 / 阿須田 希衣 (5) - 혼다 미유

아스다 가의 차녀, 미사와 유치원생. 같은 유치원에 다니는 츠바사에게 "네가 죽지 않으면 엄마를 만날 수 없어."라는 말을 듣고 미타에게 "엄마를 만날 수 있게 같이 죽어달라"고 부탁한다.

### 유키 家
- 유키 우라라 / 結城 うらら (28) - 아이부 사키

나기코의 동생이자 유이가 다니는 고등학교 체육 교사이다. 다른 사람을 기쁘게 해주려는 행동이지만 늘 결과가 좋지 못해 트러블 메이커 취급을 당한다.
- 유키 요시유키 / 結城 義之 (68) - 히라이즈미 세이

전직 교장, 엄격한 교육자. 케이치가 사위라는 것을 인정하지 않는다.

### 미나가와 家
- 미나가와 마리코 / 皆川 真利子 - 사토 히토미

아스다 가 옆집에 사는 주민. 우호적인 이웃 교제를 하려는 기미는 전혀 없으며, 아들을 과잉보호하는 몬스터 페어런트.
- 미나가와 츠바사 / 皆川 翼 - 나카니시 류가

마리코의 아들이자 기이의 동급생. 자신이 어떤 행동을 하면 어머니가 돌아봐 줄 것인지 예측하고 있는 교활한 성격.
- 미나가와 이사오 / 皆川 功 - 이케다 마사노리

마리코의 전 남편. 마리코와 결혼한 것을 후회하고 있으며, 숨막히는 결혼 생활 때문에 불륜도 저지른다. 미타의 방화 미수 사건 이후 마리코와 이혼하고, 츠바사의 친권을 가진다.

### 미타의 가족
- 미타 나오야 / 三田 直也 (향년 37) - 카미오 유

미타의 죽은 남편, 직업은 개발도상국에서의 자원봉사가 주인 의사. 미타가 가지고 다니는 의사 가방은 나오야의 유품이다. 미타를 진심으로 사랑하였고, 슌을 낳아 행복하게 살고 있었으나, 미타의 동생이 저지른 방화 때문에 사망한다. 미타가 다시 아스다 가에서 일하기 시작하면서부터 아들과 함께 환각으로 나타난다.
- 미타 준 / 三田 純 (향년 6) - 후지모토 카나타

미타의 죽은 아들. 우주비행사가 꿈이었으며, 살아있다면 가이토와 동갑이다. 미타가 다시 아스다 가에서 일하기 시작하면서부터 아버지와 함께 환각으로 나타난다.
- 미타의 시어머니 - 아카자 미요코

나오야의 어머니. 아들과 손자가 죽은 것이 미타 때문이라고 생각하고 있으며, 장례식에서 미타에게 “더이상 사과하지 않아도 되니까, 죽을 때까지 두 번 다시 웃지마.”라고 소리친다. 후에 나오야의 형제들이 이 일에 대해 묻자 “그런 말 한 기억이 없다.”고 한다.
- 미타의 시아버지 - 스나가 케이

나오야의 아버지. 장례식에서 흥분한 아내를 말린다.
- 이치카와 / 市川

미타의 아버지. 어렸을 때 강에 빠진 미타를 구하다 익사했다.
- 니무라 / 仁村

미타의 어머니, 결혼 전 성(姓) 이치카와. 미타를 매우 사랑했지만, 남편이 죽은 이유가 미타 때문이라 생각한다. 후에 재혼을 하고, 아들(요시히코)이 태어나자 모든 애정을 아들에게만 쏟는다.
- 니무라

미타 어머니의 재혼 상대이자 미타의 계부. 미타에게 열정(劣情)을 품고 있었다.
- 니무라 요시히코 / 仁村 美彦

미타의 의붓 동생. 성장하며 누나에게 이성의 감정을 가지고 스토커 행위를 시작한다. 그것을 알게 된 나오야에게 “두 번 다시 나타나지 말라.”는 말을 듣고 흥분해 방화를 저지른다. 후에 자살한다.

### 사와이 홈
- 카자마 미에 / 風間 美枝 (28) - 노나미 마호

사와이 홈 경리부 사원이자, 케이치의 전 불륜 상대. 케이치를 이혼 시킨 후 결혼할 생각이었지만, 나기코의 자살 이후 케이치와의 관계를 정리하려 한다. 얼마 후 나토리와 교제를 시작하지만 버림받고 다시 케이치에게 매달린다. 그러나 부성에 눈 뜬 케이치에게 “아이들의 엄마가 되어 달라.”는 말을 듣고 포기한다.
- 나토리 / 名取 - 세키도 마사시

사와이 홈 영업부 사원이자, 니지가오카 뉴타운 프로젝트 리더. 불륜이 들통난 케이치를 대신해 프로젝트 리더로 승진한다.
- 주임 - 마스다 유지
- 이마다 - 시라이시 유이나
- 오야 - 이시다 유키코

사와이 홈 영업부. 니지가오카 뉴타운 프로젝트 멤버.
- 안내데스크 - 호리 마유미

미에에게 유이가 만나러 왔다는 것을 전한다.
- 임원 - 다키자와 하루유키, 구보타 게이지

케이치의 니지가오카 뉴타운 프로젝트 프레젠테이션을 듣고 극찬한다.
- 경비원 - 와다 료타

회사 건물에서 케이치와 미에의 불륜 전단지를 나눠주는 미타를 제지한다.

### 그 외
- 오자와 타쿠야 / 小沢 拓也 - 사이토 슈스케

유이의 전 남자친구.
- 미사와 유치원 교사 - 사와이 미유

- 모리타 아야카

미타가 자주 가는 놀이공원 ‘어린이 스타랜드’의 패스트푸드 가게 점원
- 마스 다이치

아나운서, NTV 《ZIP!》 캐스터.

### 각 화 게스트
제2화
- 후루카와 - 오츠키 타케히로

요코하마 시립 신도가오카 초등학교 6학년. 카이토의 같은 반 친구이며, 6학년 2반의 집단 따돌림 주도자.
- 후루카와의 친구들 - 요시다 카케루, 우치다 준

- 6학년 2반 담임 - 야시바 토시히로

- 에어건 가게 주인 - 모리야마 요네츠구

제3화
- 아마노 - 하루카제 히토미

에이세 학원 고등학교 세계사 교사. 우라라의 동료. 유이의 담임.
- 2학년 A반 학생 - 이데 마사키, 이다 노엘

제5화
- 농구부원 - 오카다 류노스케, 쿠와시로 타카아키

카케루가 캡틴으로 있는 농구부원.
- 경찰 - 와타나베 켄키치

- 오락실 점원 - 나이토 코지
- 레스토랑 웨이터 - 노다 카즈마
- 놀이공원에서 본 모자 - 호리오 와카나

제6화
- 타쿠야가 꾀는 여학생 - 스즈키 마이카
- 거리에서 유이에게 말을 거는 남자 - 사이토 리쿠

제8화
- 간호사 - 오스기 아이리

요시유키가 입원한 병원 간호사.
- 레스토랑 점장 - 히사 잇세이

아스다 家와 유키 家가 미타와 식사할 예정이었으나, 우라라가 1개월 후로 예약한 레스토랑의 점장.
제9화
- 건설회사 사장 - 한카이 카즈아키

케이치가 취직한 건설회사의 사장. 우라라가 케이치에게 사식을 가지고 온 모습을 보고 놀린다.
- 요시카와 마리아 (사진)

이사오의 불륜 상대.
제10화
- 오바 - 카츠지 료 (우정 출연)

우라라의 맞선 상대. 생각한 것을 내숭없이 솔직하게 말하는 우라라에게 호감을 표하며, 결혼을 전제로 교제하자고 한다.
- 오바의 아버지 - 이와사키 소지로
- 오바의 어머니 - 다카하시 이쿠요

- 호텔 직원 - 요시자와 시오

## 제작진
- 각본 - 유카와 가즈히코
- 연출 - 이노마타 류이치, 사토 도야, 이시오 준, 히구라시 겐
- 음악 - 이케 요시히로
- 책임 프로듀서 - 다나카 요시키
- 프로듀서 - 오히라 후토시, 오타 마사하루
- 제작협력 - 5학년 D반
- 제작저작 - NTV

## 주제가
- 사이토 가즈요시 - 〈야사시쿠 나리타이〉 (やさしくなりたい)

## 방송일·부제·시청률
| 제1화                                                     | 2011년 10월 12일 | 崩壊寸前の家庭にやって来た 笑顔を忘れた氷の女… | 붕괴 직전의 가정에 찾아 온 미소를 잃어버린 얼음같은 여자... | 이노마타 류이치 | 19.5% |
| 제2화                                                     | 2011년 10월 19일 | 僕を裏切ったアイツを殺して                     | 나를 배신한 그 녀석을 죽여줘                                | 이노마타 류이치 | 18.7% |
| 제3화                                                     | 2011년 10월 26일 | 母を殺した父の正体を暴いて                     | 엄마를 죽인 아빠의 정체를 사람들에게 폭로해줘               | 사토 도야       | 19.8% |
| 제4화                                                     | 2011년 11월 2일  | あなたの愛娘を誘拐しました                     | 당신이 사랑하는 딸을 유괴했습니다                           | 이시오 준       | 19.5% |
| 제5화                                                     | 2011년 11월 9일  | 全部脱いで! …承知しました                      | 다 벗어! ...알겠습니다                                      | 이노마타 류이치 | 22.5% |
| 제6화                                                     | 2011년 11월 16일 | 私を殺して! …承知しました                      | 나를 죽여줘! ...알겠습니다                                  | 히구라시 겐     | 23.4% |
| 제7화                                                     | 2011년 11월 23일 | 死ぬまで二度と笑いません…                      | 죽을 때까지 웃지 않을겁니다                                 | 이시오 준       | 23.5% |
| 제8화                                                     | 2011년 11월 30일 | 私の過去、すべてお話します                     | 나의 과거, 모두 말하겠습니다                                | 이노마타 류이치 | 29.6% |
| 제9화                                                     | 2011년 12월 7일  | 最終章の始まり! 一筋の涙…炎の中で私を死なせて  | 최종장 시작! 한줄기 눈물... 날 화염 속에서 죽게해줘         | 사토 도야       | 27.6% |
| 제10화                                                    | 2011년 12월 14일 | 息子よ、夫よ、お願い… 私も天国に連れて行って!  | 아들아, 남편이여, 부탁해 나도 천국으로 데려가줘!            | 이시오 준       | 28.6% |
| 최종화                                                    | 2011년 12월 21일 | 本当の母親… それはあなたたちが決めることです!  | 진짜 엄마... 그것은 여러분이 정해야합니다!                  | 이노마타 류이치 | 40.0% |
| 평균 시청률 24.8% (시청률은 간토 지구 비디오 리서치 조사) |                  |                                                |                                                             |                 |       |

- 수요드라마 시간대에서 첫회 시청률이 19% 이상을 기록한 것은 2006년 4분기 《14세의 어머니》(19.7%) 이후 5년만이다.
- 수요드라마 시간대에서 한회 시청률이 20%를 넘은 것은 2007년 1분기 《파견의 품격》이 최종화에서 기록한 26.0% 이후 4년 6개월만이다.
- 제8화가 29.6%를 기록하며 2011년에 방송된 드라마 가운데 최고 시청률을 기록하였다. 수요드라마 시간대에서는 1996년에 방송된 《속 별의 금화》 최종화가 기록한 26.4%를 넘었으며, 이 시간대 최고 시청률을 15년 만에 갱신하였다.[2][3]
- 제9화는 15분 연장.
- 제10화는 FIFA 클럽 월드컵 2011 준결승 가시와 레이솔 對 산투스 FC 중계로 35분 딜레이 된 22시 35분 ~ 23시 44분에 방송되었으며, 제9화와 마찬가지로 15분 연장.

- 최종화는 15분 연장. 최종화 평균 시청률은 간토 지구 40.0%, 간사이 지구 36.4%, 순간 최고 시청률은 23시 30분에 기록한 간토 지구 42.8%, 간사이 지구 39.0%.[4]

- 최종화 시청률이 40%대를 달성한 것은 수요드라마로는 첫 번째, 타 방송국을 포함한 연속극으로는 2000년 1분기 《뷰티풀 라이프》(41.3%) 이후 11년 9개월만이다.[5][6]

## 관련 상품

### 오리지널 사운드 트랙
- 가정부 미타 오리지널 사운드 트랙 (Vap, 2011년 11월 23일 발매)

| #  | 제목 (원제)                       | 제목 (풀이)                      | 작곡                       |
| -- | --------------------------------- | -------------------------------- | -------------------------- |
| 1  | 家政婦のミタです                  | 가정부 미타입니다                | 작곡, 편곡 : 이케 요시히로 |
| 2  | Main Thema of Mita                |                                  | 작곡, 편곡 : 이케 요시히로 |
| 3  | Ghost?                            |                                  | 작곡, 편곡 : 이케 요시히로 |
| 4  | Behind the Mask                   |                                  | 작곡, 편곡 : 이케 요시히로 |
| 5  | 笑えない心                        | 웃을 수 없는 마음                | 작곡, 편곡 : 이케 요시히로 |
| 6  | さすらいの家政婦                  | 방랑하는 가정부                  | 작곡, 편곡 : 이케 요시히로 |
| 7  | ミタ見た?                         | 미타씨 못 봤어?                  | 작곡, 편곡 : 이케 요시히로 |
| 8  | 喪失                              | 상실                             | 작곡, 편곡 : 이케 요시히로 |
| 9  | 嘘のない人                        | 거짓 없는 사람                   | 작곡, 편곡 : 이케 요시히로 |
| 10 | 家族の再生 (ソプラノサックスver.) | 가족 재생 (소프라노 색소폰 Ver.) | 작곡, 편곡 : 이케 요시히로 |
| 11 | A Ghost Story                     |                                  | 작곡, 편곡 : 이케 요시히로 |
| 12 | 冬の坂道                          | 겨울 언덕                        | 작곡, 편곡 : 이케 요시히로 |
| 13 | 誤ちと罪                          | 죄와 벌                          | 작곡, 편곡 : 이케 요시히로 |
| 14 | ピアノのミタ                      | 피아노 미타                      | 작곡, 편곡 : 이케 요시히로 |
| 15 | そんなことも                      | 그런 것도                        | 작곡, 편곡 : 이케 요시히로 |
| 16 | 行かないで                        | 가지마                           | 작곡, 편곡 : 이케 요시히로 |
| 17 | それでも家族                      | 그래도 가족                      | 작곡, 편곡 : 이케 요시히로 |
| 18 | 心は見えない                      | 마음은 보이지 않는다             | 작곡, 편곡 : 이케 요시히로 |
| 19 | 遠い絆                            | 먼 인연                          | 작곡, 편곡 : 이케 요시히로 |
| 20 | 泣かないで                        | 울지마                           | 작곡, 편곡 : 이케 요시히로 |
| 21 | 歌わない人                        | 노래하지 않는 사람               | 작곡, 편곡 : 이케 요시히로 |
| 22 | 希衣の歌                          | 키이의 노래                      | 작곡, 편곡 : 이케 요시히로 |
| 23 | 天国へのほほえみ                  | 천국으로의 미소                  | 작곡, 편곡 : 이케 요시히로 |
| 24 | 家族の再生 (ケーナver.)           | 가족 재생 (께나 ver.)            | 작곡, 편곡 : 이케 요시히로 |

### 서적
- 가정부 미타 에피소드 제로 (NTV, 2011년 12월 19일 발매) ISBN 978-4-8203-0091-5

### DVD
- 가정부 미타 DVD-BOX (Vap, 2012년 4월 18일 발매)
- 가정부 미타 Blu-ray BOX (Vap, 2012년 4월 18일 발매)

## 한국어 리메이크 버전
- 지난 2013년 9월 말, SBS 드라마본부에서 가정부 미타를 극화한 국내 제작 드라마인 월화미니시리즈 '수상한 가정부'가 20부작으로 방영되었다. '수상한 가정부'의 주연으로는 최지우와 이성재가 발탁됐다.[7]

## 같이 보기
- 내니 맥피
- 간호사 마틸다(영어판)
- 수상한 가정부